# Jens Jensen
Pour les articles homonymes, voir Jensen et Jens Jensen.
Jens Jensen, né le 13 septembre 1860 près de Dybbøl au Danemark et mort le 1er octobre 1951 dans le comté de Door dans le Wisconsin, est un architecte paysagiste dano-américain.

## Biographie

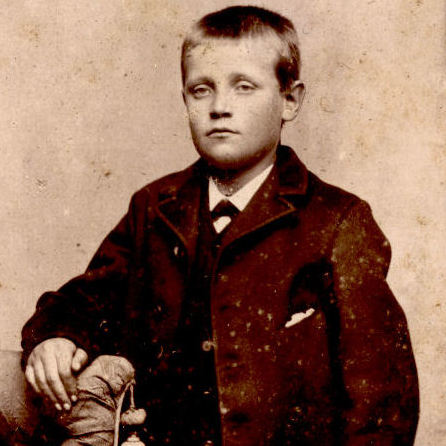
Jens Jensen dans sa jeunesse.

Jens Jensen naît près de Dybbøl, au Danemark, le 13 septembre 1860, dans une famille d'agriculteurs aisés. Pendant les dix-neuf premières années de sa vie, il vit dans la ferme familiale, ce qui cultive son amour pour l'environnement naturel. À l'âge de quatre ans, pendant la seconde guerre du Schleswig en 1864, il voit les prussiens envahir sa ville et brûler les bâtiments agricoles de sa famille. Cette invasion, qui annexe le pays à la Prusse, influence profondément la façon dont il perçoit le monde des hommes. Il fréquente l'école d'agriculture Tune, près de Copenhague, puis  effectue un service obligatoire dans l'armée prussienne. Pendant ces trois années, il dessine des parcs à caractère anglais et français à Berlin et dans d'autres villes allemandes. En 1884, son service militaire terminé, Jens Jensen est fiancé à Anne Marie Hansen. Couplé à son désir de s'échapper de la ferme familiale, cela conduit à sa décision de partir aux États-Unis cette année-là.

### États-Unis
Dans un premier temps, Jens Jensen travaille en Floride, puis au Luther College à Decorah en Iowa, avant de déménager à Chicago et d'accepter un emploi d'ouvrier pour la West Park Commission. Il est rapidement promu contremaître. Pendant cette période, il est autorisé à concevoir et à planter un jardin de fleurs exotiques. Lorsque le jardin se flétrit et meurt, il se rend dans la prairie environnante et y transplante des fleurs sauvages indigènes. Jens Jensen transplante les fleurs sauvages dans un coin de l'Union Park, créant ainsi ce qui devient l'American Garden en 1888.
Après avoir fait son chemin dans le système des parcs, Jens Jensen est nommé directeur du parc Humboldt de 200 acres (800 000 m²) en 1895. À la fin des années 1890, la West Park Commission est en proie à la corruption. Après avoir refusé de participer à la corruption politique, Jens Jensen est évincé par une commission des parcs malhonnête en 1900. Il est finalement  réintégré et, en 1905, il est directeur général de l'ensemble du système de West Park à Chicago. Son travail de conception dans les parcs de Chicago peut être vu au Garfield Park, Humboldt Park, Douglass Park, Pulaski Park, Columbus Park, à la chute d'eau et à l'étang du North Park Village Nature Center.
Jens Jensen contribue à la création du Forest Preserve District du comté de Cook et sélectionne un grand nombre des sites qui sont acquis par la suite par le Forest Preserve District.
Il contribue également à la création du parc Jens Jensen près de sa maison et du site du festival de musique de Ravinia, ainsi qu'à celle des écoles primaires de Green Bay et de Ravinia situées à proximité.
Dans les années 1910, Jens Jensen joue un rôle dans l'obtention d'un soutien pour la préservation d'une partie de parc national des Indiana Dunes, également près de Chicago, contrecarrant les plans d'industrialisation de J. P. Morgan et d'Andrew Carnegie.

### Pratique privée
En 1920, il prend sa retraite du système des parcs et ouvre son propre cabinet d'architecture paysagère. Il travaille sur des propriétés privées et des parcs municipaux dans tous les États-Unis. Eleanor et Edsel Ford lui  commande quatre résidences, trois dans le Michigan et une dans le Maine, entre 1922 et 1935. Parmi les autres projets, citons la Morse Dell Plain House and Garden (1926) à Hammond dans l'Indiana et le William Whitaker Landscape and House (1929) à Crown Point dans l'Indiana.
Un projet paysager majeur, avec Edsel Ford, est réalisé pour 'Gaukler Point', la maison Edsel et Eleanor Ford conçue par l'architecte Albert Kahn en 1929, sur les rives du lac Sainte-Claire à Grosse Pointe Shores dans le Michigan pour Edsel Ford et sa femme. Jens Jensen réalise le plan directeur et conçoit les jardins du domaine. Il utilise sa traditionnelle "longue vue", donnant aux visiteurs un aperçu de la résidence le long de la longue prairie après avoir passé les portes d'entrée, puis seulement de brèves vues partielles le long de la longue allée, et seulement à la fin révélant la maison entière et une autre vue sur la longue prairie,. Les jardins et la résidence 'Gaukler Point' sont aujourd'hui un paysage historique public et une maison musée et figurent sur le Registre national des lieux historiques.
Il conçoit également les jardins de la résidence d'été « Skylands » d'Edsel et Eleanor à Bar Harbor sur Mount Desert Island dans le Maine (1922),. Jens Jensen réalise des travaux de conception pour leurs deux autres résidences du Michigan, l'une d'elles étant « Haven Hill », entre 1922 et 1935. 'Haven Hill', qui fait désormais partie de la zone de loisirs de Highland, près de White Lake Township, dans le sud-est du Michigan, est classée monument historique et réserve naturelle de l'État du Michigan. Les éléments paysagers de Jens Jensen, avec la diversité de la vie arboricole, végétale et animale, allient esthétique, histoire et nature,.

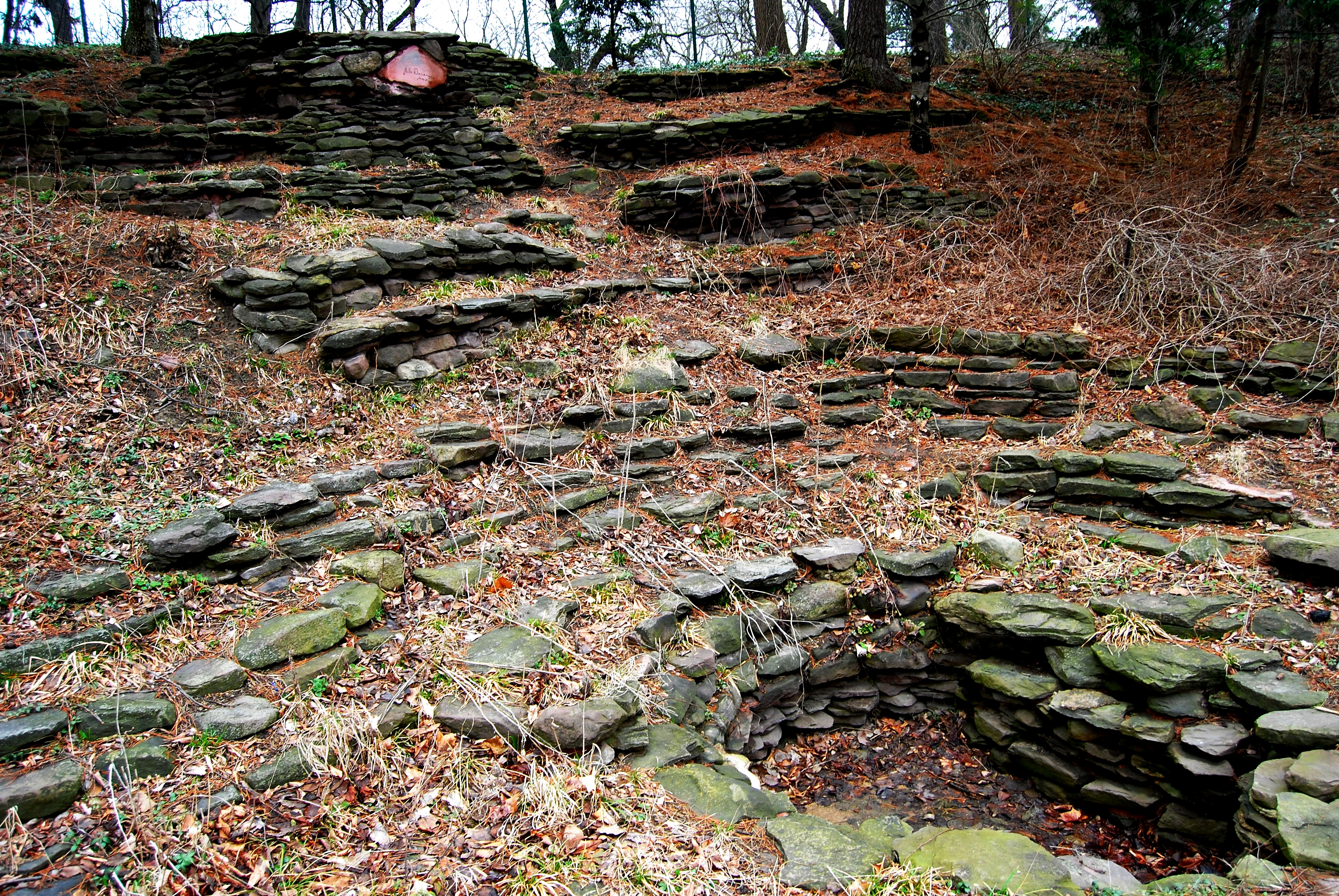
Grotte John Burroughs, domaine Henry Ford

Pour Clara et Henry Ford, Jens Jensen utilise son approche de « vue différée » pour concevoir l'arrivée à la résidence de leur domaine, Fair Lane, à Dearborn dans le Michigan. Au lieu de se diriger directement vers la maison ou même de la voir, l'allée d'entrée conduit les visiteurs à travers les zones boisées denses du domaine. Les virages de l'allée, plantés de grands arbres sur l'arc intérieur des courbes, donnent l'impression d'une raison naturelle pour le virage et obscurcissent toute longue vue. Soudain, le visiteur est propulsé hors de la forêt et dans l'espace ouvert où la résidence se présente entièrement à la vue devant lui. Cette idée d'errance est celle que Jens met en avant dans presque tous ses projets. De vastes prairies et jardins composent le grand paysage, avec des massifs de fleurs naturalistes entourant la maison. La plus grande prairie axiale, le "Chemin du soleil couchant" est orientée de telle sorte que, lors du solstice d'été, le soleil couchant brille à travers une séparation précise des arbres à l'extrémité de la prairie. Le hangar à bateaux, avec ses falaises en pierre conçues par Jens Jensen, permet à Henry Ford de se déplacer sur la rivière Rouge dans son bateau électrique. Actuellement, 290 000 m² du domaine d'origine sont préservés en tant que paysage historique et, avec la maison, sont un musée et un site historique national.
Jens Jensen réalise d'autres projets pour Henry Ford, notamment : The Dearborn Inn, à Dearborn au Michigan, en 1931 (architecte Albert Kahn, premier hôtel aéroportuaire du pays et monument historique national); l'hôpital Henry-Ford; la reconstitution historique de Greenfield Village et son musée Henry-Ford à Dearborn; et le « pavillon Ford » à l'exposition du siècle du progrès de Chicago en 1933. En 1923, il conçoit la Lincoln High School à Manitowoc, dans le Wisconsin, sur un terrain de 19 acres (7,7 ha) au bord du lac Michigan. Un certain nombre de projets dont les paysages sont conçus par Jens Jensen sont inscrits au registre national des lieux historiques, notamment la maison d'été et le studio de Jens Jensen, le parc Rosewood, la maison May Theilgaard Watts (architecte : John S. Van Bergen), la propriété A.G. Becker (architecte : Howard Van Doren Shaw), la maison Samuel-Holmes (architecte : Robert Seyfarth) et le domaine Harold-Florshiem (architecte : Ernest Grunsfeld), tous situés à Highland Park, dans l'Illinois, où vit Jens Jensen.

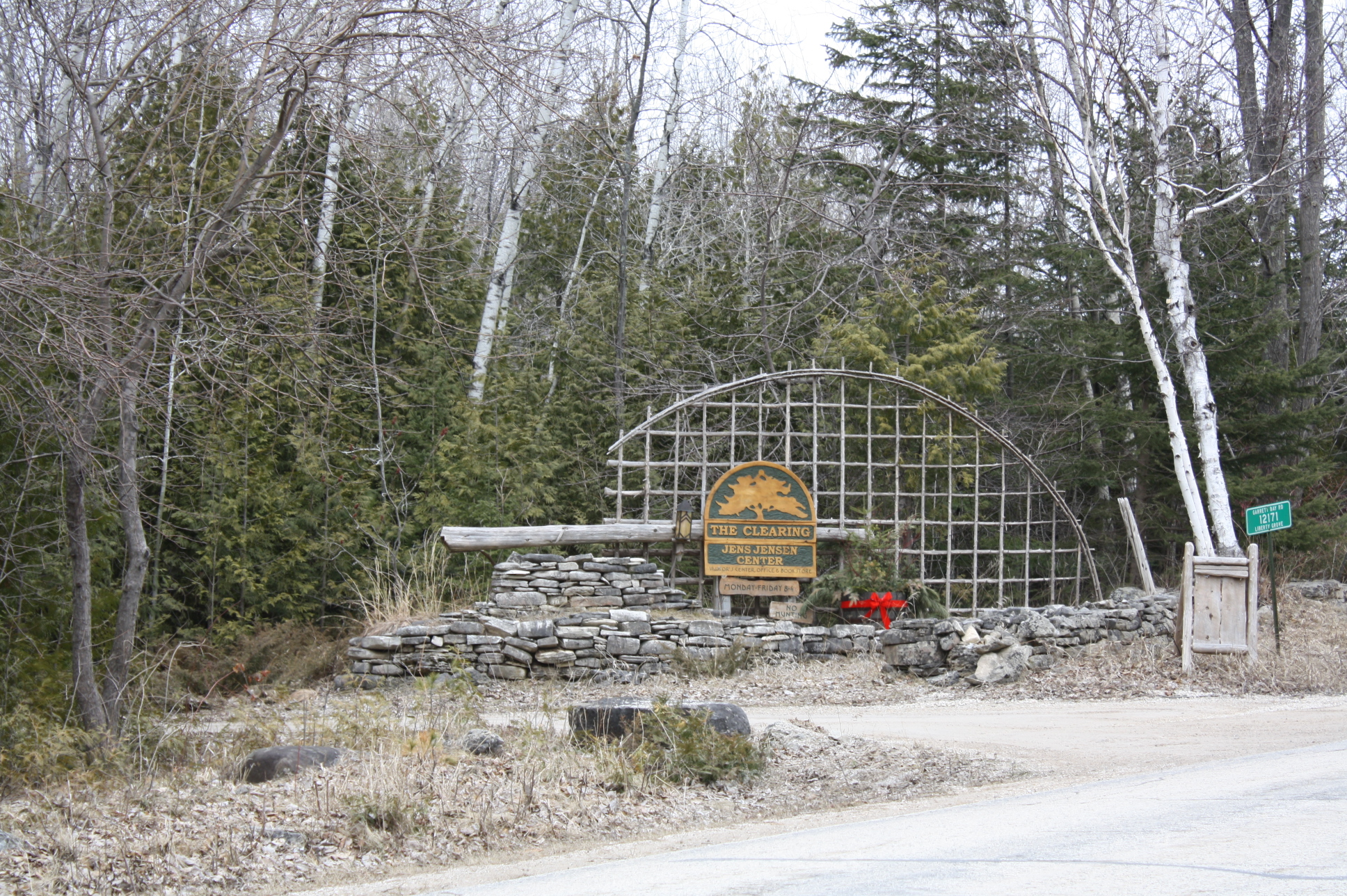
Entrée à "La Clairière"

En 1935, après la mort de sa femme, Jens Jensen quitte Highland Park, dans l'Illinois, pour s'installer à Ellison Bay, dans le Wisconsin, où il crée la Clearing Folk School, qu'il appelle une « école du sol » pour former les futurs architectes paysagistes. Le site est aujourd'hui préservé en tant qu'espace ouvert et centre éducatif dans la tradition de l'école populaire.
Dans sa maturité, Jens Jensen conçoit le Lincoln Memorial Garden à Springfield, dans l'Illinois. Ce projet est achevé en 1935 et planté de 1936 à 1939.
Jens Jensen meurt à son domicile, aujourd'hui The Clearing Folk School, le 1er octobre 1951, à l'âge de 91 ans.

## Collaborations
Jens Jensen s'est associé à l'architecte Howard Van Doren Shaw. Au cours de sa longue carrière, il a travaillé avec de nombreux architectes de renom, dont Louis Sullivan, Frank Lloyd Wright, George Maher et Albert Kahn.